# Sommet de la Ligue arabe de 1970
Le sommet de la Ligue arabe de 1970 est une réunion extraordinaire des chefs d'État et de gouvernement des États membres de la Ligue des États arabes qui a lieu au Caire, dans la République arabe unie, le 27 septembre 1970.

## Sommet
Le sommet a lieu au lendemain des événements sanglants de la guerre civile jordanienne et des affrontements entre l'Organisation de libération de la Palestine et le roi Hussein de Jordanie. Le président égyptien Gamal Abdel Nasser réussit à obtenir du roi Hussein de Jordanie et de Yasser Arafat, président de l'Organisation de libération de la Palestine, qu'ils mettent fin à la bataille sanglante entre les Jordaniens et les fedayins palestiniens. Le sommet achève ses travaux le 28 septembre, quelques heures avant la mort de Nasser. Le sommet est boycotté par l'Irak, la Syrie, l'Algérie et le Maroc,.